# Sävsparv
Sävsparv (Emberiza schoeniclus) är en fågel som tillhör familjen fältsparvar. Den förekommer i Europa och norra Asien österut till Stilla havet, i våtmarker men också i fjälltrakters björk- och videbälten. Arten minskar i antal men kategorisas som livskraftig av IUCN. I Sverige är den dock upptagen på rödlistan.

## Utseende och läte
Sävsparven är en medelstor (13,5–15,5 cm) sparv. Fjäderdräkten är mest brun och beigevit, med vita stjärtsidor och mörk längssträckning. Hane i häckningsdräkt är lätt att känna igen med svart huvud, vitt halsband och vitt mustaschstreck.
I övriga dräkter har den beigefärgat ögonbrynsstreck och gråbrunt på hjässan och kinden. Hanens strupe är skuggad eller oregelbundet fläckad i svart, honans ofläckat beigevit med svarta strupsidestreck. Karakteristiskt är också rödbruna mindre vingtäckare, vilket skiljer den från dvärgsparv. Jämfört med denna har sävsparven också mörkare ben och alltid något svartmuskig kind, aldrig enfärgat rödbrun.

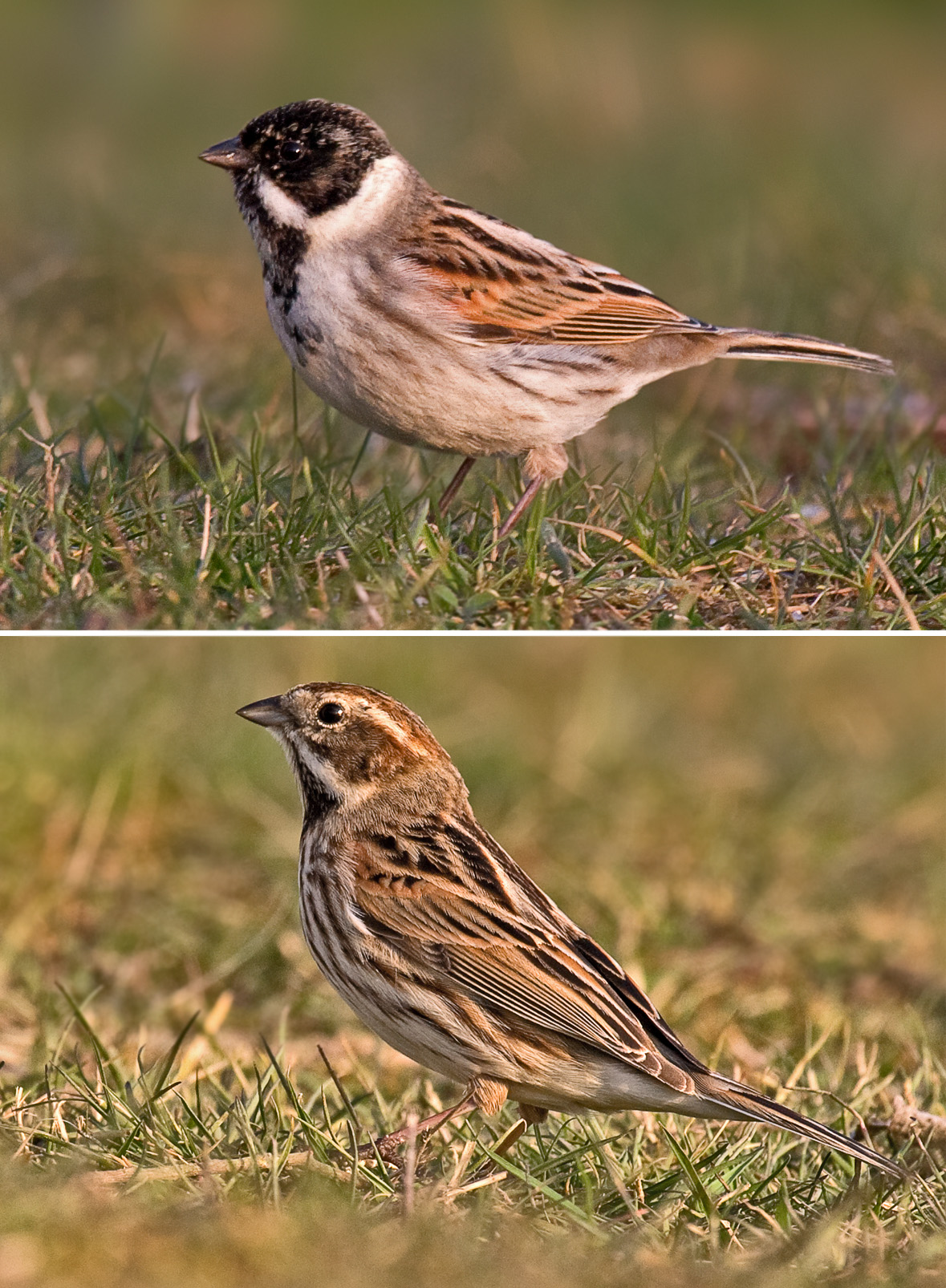
Hane och hona sävsparv.

Näbben är mörk och vanligen liten, dock kraftig och bullig hos populationer i sydöstra Europa och kring Kaspiska och Svarta haven.
Bland lätena hörs dels mjuka "siy" och orena "bzy". Sången är ett ganska monotont upprepat "zripp zripp zryy".

## Utbredning och systematik
Sävsparven häckar över hela Europa och i delar av Asien. Merparten är flyttfåglar som flyttar till sydligare delar av Europa på hösten och återvänder till häckningsområdena på våren. På många platser är det glest mellan bestånden eftersom sävsparven är knuten till specifika miljöer, främst våtmarker av olika slag, som ofta bara förekommer som fragment i landskapet. Följande lista med 19 underarter och dess utbredning följer Clements et al 2021 och International Ornithological Congress (IOC):
- Emberiza schoeniclus lusitanica – Portugal och nordvästra Spanien
- nordeuropeisk sävsparv[7], Emberiza schoeniclus schoeniclus – Brittiska öarna och nordvästra Europa till centrala Ryssland; flyttar så långt söderut som till Nordafrika
- Emberiza schoeniclus passerina – nordvästra Sibirien; flyttar vintertid till södra Asien, från norra Indien till västra Kina
- Emberiza schoeniclus parvirostris – centrala Sibirien och norra Mongoliet; flyttar vintertid till norra Kina
- Emberiza schoeniclus pyrrhulina – Transbajkal till Kamtjatkahalvön, Kurilerna, Sachalin och Hokkaido
- Emberiza schoeniclus pallidior – sydvästra Sibirien; flyttar vintertid så långt som från Kaukasus till nordvästra Indien och Mongoliet
- Emberiza schoeniclus stresemanni – östra Österrike, Ungern, norra Serbien och nordvästra Rumänien
- Emberiza schoeniclus ukrainae – södra Ryssland till norra Ukraina och Volgafloden; flyttar vintertid söderut till Kaukasus
- Emberiza schoeniclus incognita – Ryssland öster om Volgafloden till södra Uralbergen och norra Kazakstan; flyttar vintertid så långt som till nordvästra Kina
- Emberiza schoeniclus witherbyi – nordvästra Marocko, östra Spanien (inklusive Balearerna, franska medelhavskusten och Sardinien
- Emberiza schoeniclus intermedia – Italien (inklusive Sicilien) österut till Albanien
- Emberiza schoeniclus tschusii – Bulgarien och Rumänien österut utmed norra Svarta havskusten till Azovsjön
- Emberiza schoeniclus reiseri – Albanien, Nordmakedonien och norra Grekland
- Emberiza schoeniclus caspia – östra Kaukasus till västra och södra Iran, Syrien, närliggande sydöstra Turkiet och nordöstra Irak
- Emberiza schoeniclus korejewi – östra Iran
- Emberiza schoeniclus pyrrhuloides – norra Kaspiska havet österut till sydöstra Kazakstan
- Emberiza schoeniclus harterti – allra sydligaste Ryssland (södra Tuva), östligaste Kazakstan, nordvästra Kina (Xinjiang) samt västra och centrala Mongoliet
- Emberiza schoeniclus centralasiae – västra Kina, i Tarimsänkan österut till Lop Nur i Xinjiang
- Emberiza schoeniclus zaidamensis – västra Kina, i Tsaidamsänkan i norra Qinghai

I verket Handbook of Western Palearctic Birds (Shirihai & Svensson 2018) föreslås en annan underartsindelning, där underarterna parvirostris och pallidior inkluderas i passerina, stresemanni och tschusii i intermedia samt harterti, centralasiae och ziadamensis i pyrrhuloides. Sedan 2022 följer svenska BirdLife Sverige dessa rekommendationer.

### Förekomst i Sverige
Sävsparven är främst en sommargäst i Sverige men kan också ses på vintern. Den anländer runt mars–april och flyttar till Medelhavsländerna i oktober–november. Den högsta beståndstätheten förekommer i fjällen. Lokalt finns även mycket täta bestånd vid slättsjöarna i södra och mellersta delarna av landet.

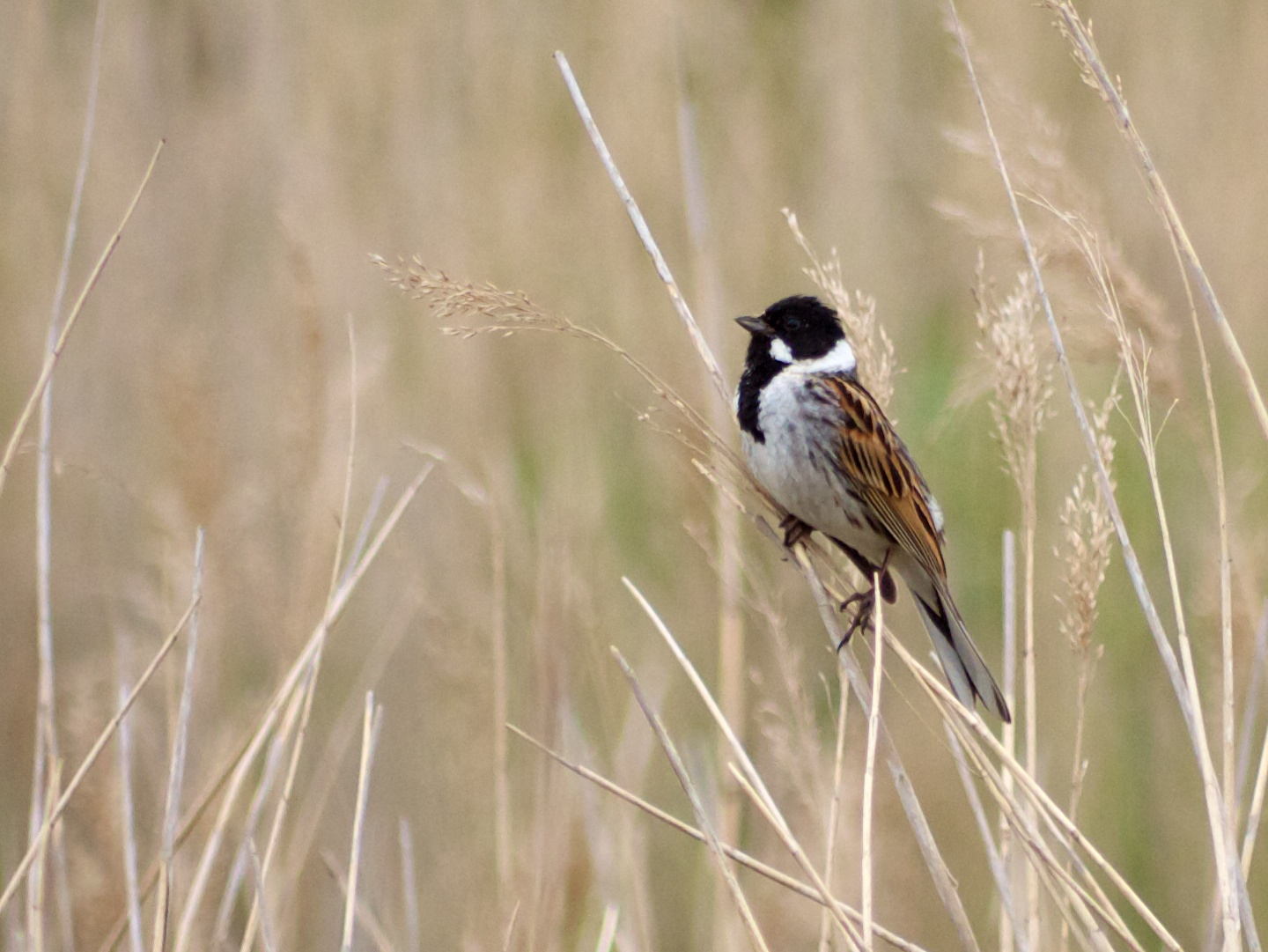
Hane sävsparv i typisk miljö i Purfleet, Essex, England.

### Släktskap och släktestillhörighet
Arten placeras traditionellt i släktet Emberiza. Sentida genetiska studier visar att denna arts närmsta släktingar är amursävsparv och dvärgsävsparv. Tillsammans med exempelvis gyllensparv och videsparv bildar den klad inom släktet. Vissa lyfter ut dem och några andra arter till det egna släktet Schoeniclus.

## Ekologi
Sävsparven lever i vassar, vid sankmarker, i fjällbjörkskog och i den lågalpina zonens videbälten. I vissa fördelaktiga områden kan de leva så tätt intill varandra att det kan upplevas som en gles kolonibildning. Boet placeras på eller nära marken, i en tuva eller under omkullvräkt vass. Äggen, fyra till sex stycken, är brungrå med svartaktiga teckningar. Sävsparven lägger ofta två kullar under perioden maj till juni och båda föräldrar hjälper till med ruvningen som varar i 13–14 dygn. Den lever av insekter på sommaren och övrig tid av frön.

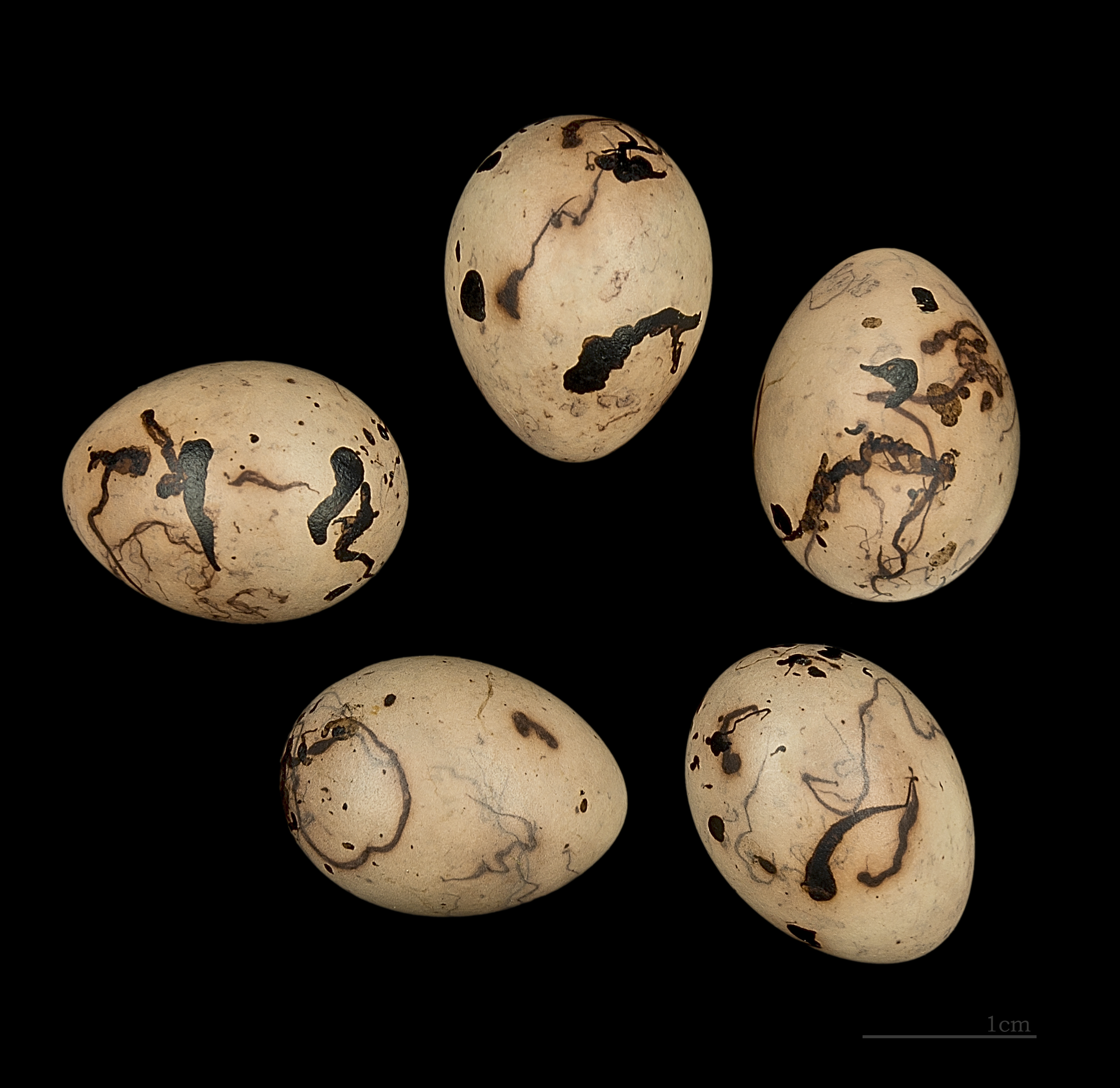
Sävsparvens ägg.

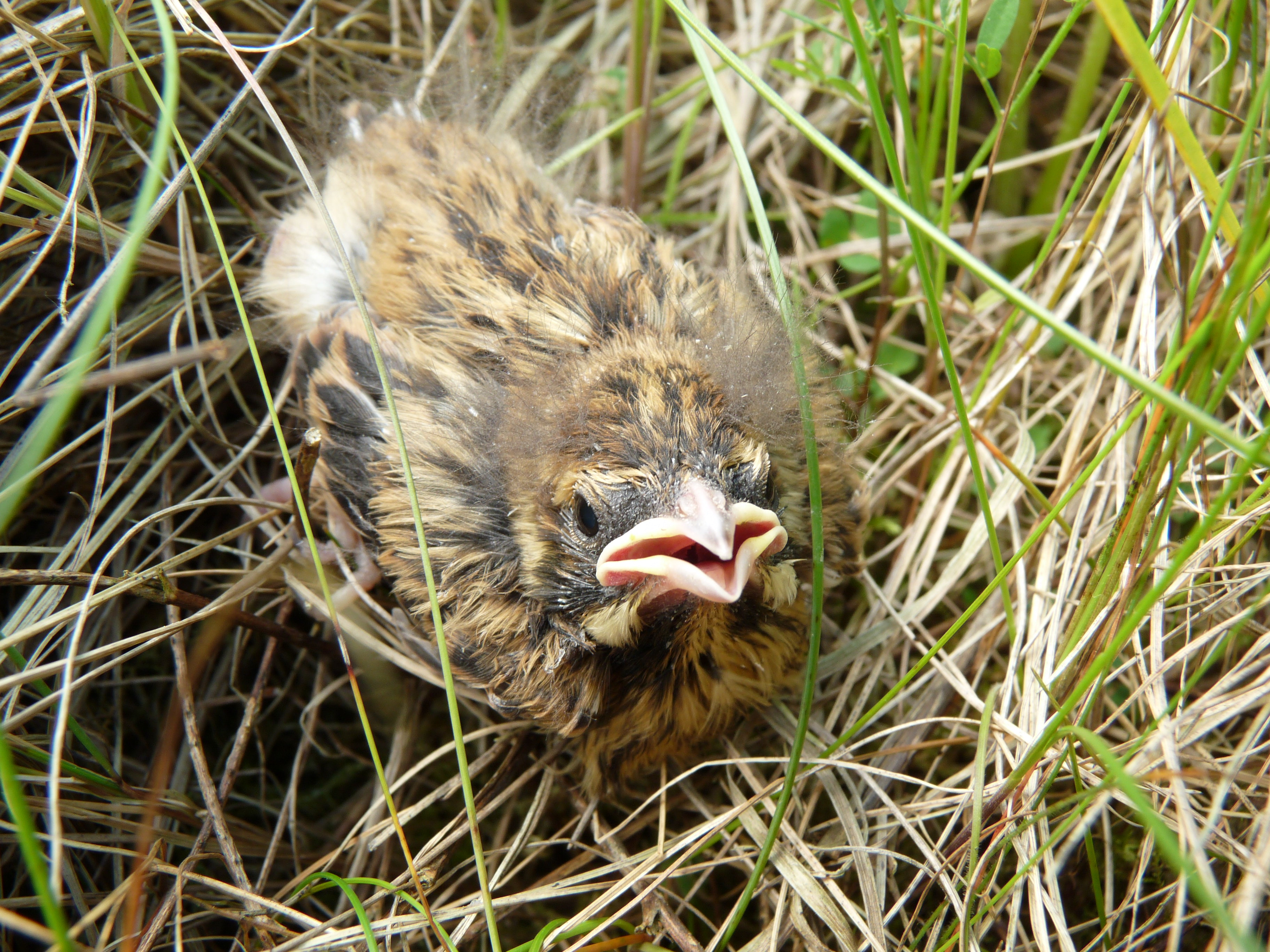
Nyligen flygg sävsparvsunge.

## Status och hot
Sävsparven har en vid utbredning och en stor världspopulation, men tros minska i antal, dock inte tillräckligt kraftigt för att den ska anses vara hotad globalt. Internationella naturvårdsunionen IUCN kategoriserar den därför som livskraftig. I Europa tros mellan drygt fyra och drygt sju miljoner par häcka. Extrapolerat på hela utbredningsområdet kan därför världspopulationen mycket grovt uppskattas till mellan 23 och 40 miljoner vuxna individer.

### Status i Sverige
Sävsparven är i Sverige en art som minskat rejält senaste åren, mellan 2000 och 2014 med hela 35 %. I 2015 års upplaga av Artdatabankens rödlista uppfördes den som sårbar, men nedgraderades till den lägre hotnivån nära hotad 2020 efter att minskningen verkar ha avtagit. Det svenska beståndet har 2018 uppskattats till 318 000 eller omkring 400 000 par.
Varför arten minskar i Sverige är oklart, men i Storbritannien har försämrad vinteröverlevnad konstaterats. Eftersom minskningen pågår i vitt skilda häckningsmiljöer, liksom att andra fröätare också minskar i antal, tros villkoren under flyttning och övervintring vara den huvudsakliga förklaringen även i Sverige. Sämre tillgång till föda vintertid orsakas av färre stubbåkrar och ökad ogräsbekämpning. Borttagande av mindre våtmarker i jordbrukslandskapet påverkar också vinteröverlevnaden, liksom vårens häckningsplatser.

## Namn
Sävsparvens vetenskapliga artnamn schoeniclus kommer av skhoiniklos, en liten vattenälskade fågel som nämns av Aristoteles.